# Globalement inoffensive
Globalement inoffensive (titre original : Mostly Harmless) est le cinquième volume de la « trilogie en cinq volumes » Le Guide du voyageur galactique de Douglas Adams. Il a été écrit en 1992 et fut traduit en français par Jean Bonnefoy en 1994.
« Globalement inoffensive » sont les deux seuls mots définissant la Terre, son histoire et ses civilisations, dans la dernière édition du Le Guide du voyageur galactique (la précédente version ne comptait qu'un seul mot : « Inoffensive »).

## Personnages
- Trillian
- Ford Prefect
- Arthur Dent
- Alea Dent (Random Dent dans le texte original) : fille d’Arthur Dent et de Trillian. Elle a passé 10 ans avec sa mère, mais un accident temporel fait qu'elle en a probablement plus. Elle a toujours été habituée à voyager, ne jamais être où il faut quand il faut, elle a donc eu beaucoup de mal à s'adapter à la vie sédentaire de son père. Elle rêve de visiter la Terre et se lie vite d'amitié avec le Guide version 2 car elle voit en lui la possibilité d'y aller. Arthur lui en veut depuis qu'elle a cassé sa montre.

## Résumé
Au début du roman, le personnage de Tricia McMillan est introduit. Il s'agit d'un personnage évoluant dans un univers parallèle à celui découvert par le lecteur dans les quatre premiers tomes de la trilogie Le Guide du voyageur galactique. Elle a failli être emmenée par Zaphod Beeblebrox lors d'une fameuse soirée évoquée dans les tomes précédents, mais reste finalement sur Terre, en perdant du temps à aller chercher son sac à main, tandis que l'extraterrestre quitte la Terre. Tricia le regrette longuement par la suite, renonce à faire carrière dans l'astrophysique et devient journaliste. Au retour d'un voyage professionnel à New York, elle est contactée par un groupe d'extraterrestres, ayant tous perdu la mémoire dans un accident de vaisseau spatial, chez elle. Ceux-ci implorent son aide pour adapter l'astrologie terrestre, qu'ils admirent, à leur planète située plus loin dans le système solaire. Elle accepte et est conduite sur leur planète qu'elle a la présence d'esprit de filmer. Le problème résolu, de retour sur Terre, elle essaie de se persuader elle-même d'avoir fait un cauchemar et d'avoir monté la vidéo.
Ford Prefect lutte contre la nouvelle équipe de direction du Guide du Voyageur Galactique, l'InfiniDim S.A., qui essaie de le rendre plus rentable, en le diffusant dans les très nombreux univers parallèles qui existent. Convaincu qu'il se tramait quelque chose, et à la suite d'un différend avec le rédacteur en chef du Guide qu'il agresse, il parvient à s'enfuir des locaux de son entreprise, une carte de crédit volée en main. Pour échapper aux gardes qui le poursuivaient, il a dû cependant faire sortir la nouvelle édition du Guide, qu'il croit dangereuse, sans lui, en l'envoyant à un ami de confiance, Arthur.
Arthur Dent a perdu Fenchurch dans un accident d'hyperespace, et erre de planète en planète à la recherche d'un endroit où se poser. Il s'écrase finalement sur la planète Lamuella où il devient faiseur de sandwich. Trillian McMillan (à ne pas confondre avec la Tricia du début du roman dont elle est une copie appartenant à un univers parallèle au sien) vient le retrouver pour lui présenter leur fille, Aléa, qu'elle a eu grâce au don qu'il avait fait à une banque d'ADN. Alea lui est confiée, sa mère journaliste devant aller couvrir une guerre galactique qu'elle juge trop dangereuse pour sa fille. En raison des relations difficiles avec son père biologique, la jeune fille en vient à s'enfuir, emportant avec elle le colis pour son père arrivé de la part de Ford.
Elle découvre donc le nouveau Guide, entité qui se met à son service, et qui la convainc d'aller visiter la Terre, qui existe encore dans certains univers parallèles au sien. Arrivée en plein Londres, elle est suivie de près par Arthur Dent, Ford Prefect et Trillian, lancées à sa recherche. L'arrivée d'un vaisseau spatial en plein cœur de la capitale britannique cause un grand émoi, et Tricia McMillan est appelée pour couvrir l'évènement. Alors que les protagonistes se retrouvent dans une boîte de nuit, le Club Beta, la Terre et toutes ses versions dans des univers parallèles sont détruites par un vaisseau extraterrestre à la demande des Vogons, vaisseau dont le capitaine s'avère être de la race de ceux que Tricia McMillan a aidés au sujet de l'astrologie terrestre.

## Thèmes
- Les rapports entre l'astrologie et les sciences
- Les univers parallèles
- Les journalistes, les médias